# هنری دس
هنری دس (به انگلیسی: Henri Dès) (زاده ۹ فوریه ۱۹۴۰) خواننده سوئیسی است.
او نماینده سوئیس در یوروویژن ۱۹۷۰ بود.